# 宋普貴
宋普貴（？—1462年），明朝山西承宣布政使司交城縣人，明英宗时期反明起事领袖。
明英宗天順六年（1462年），太原府交城縣民宋普貴和平陽府安邑縣（今山西省运城市）民李真等人以“妖言惑眾”，聚眾劫夺鄉村，自稱王，立年號。汾州（今山西省汾阳市）民蔚顯等格殺宋普貴和李真的黨徒，绑着李真等人交官，械拿至北京。李真在狱中死去，宋普貴伏誅，他们全家都被籍沒。